# Mike Morasky
Mike Morasky (* 1964) je americký skladatel, animátor, vizuální umělec, režisér a programátor. Nejznámější je díky své práci ve společnosti Valve Corporation, kde složil hudbu pro hry jako jsou Portal 2, Team Fortress 2 a Left 4 Dead. Je taktéž znám pro vizuální efekty v Pánu Prstenů a v trilogii Matrixu stejně tak dobře jako pro založení undergroundových hudebních skupin, jako je Steel Pole Bath Tub, Milk Cult a DUH.

## Životopis
Morasky složil hudbu pro Valve pro hry jako jsou Counter-Strike: Global Offensive, Half-Life: Alyx, Team Fortress 2, Left 4 Dead, Left 4 Dead 2, Counter-Strike 2 (včetně komponování a hraní na kytaru, klávesnici a basu pro fiktivní hard rockovou skupinu „Midnight Riders“), Portal a Portal 2.
Pracoval také jako vedoucí umělec vizuálních efektů a technický režisér ve filmových trilogiích Pána prstenů a Matrixu.
Morasky byl součástí nyní zaniklé hardcore punk / noise rockové skupiny Steel Pole Bath Tub, kterou založil v roce 1986 s Dale Flattumem. S.P.B.T. byla rozpuštěna v roce 2002.
Na oficiálních webových stránkách Valve je jeho funkce popsána následovně: „Moraskyho život a kariéra zní jako jedna z jeho postmoderních zvukových koláží, které tak rád vytváří. Teenage kytarista v barové skupině v Montaně; oceněný experimentální skladatel v Tokiu; zvukový hardwarový programátor v Silicon Valley; podzemní umělecký rocker cestující po světě; 3D animátor a režisér pro televizi; elektronický zvukový kolážový umělec ve Francii a Japonsku; vizuální fx umělec pro Pána prstenů a trilogii Matrixu; instruktor animace AI na umělecké škole. V těchto dnech dělá Mike ve Valve nějakou kombinaci všech těchto věcí. “

## Filmografie

### Vizuální efekty
- Pán prstenů: Společenstvo Prstenu (2001)
- Pán prstenů: Dvě věže (2002)
- Matrix Reloaded (2003)
- Matrix Revolutions (2003)
- Pán prstenů: Návrat krále (2003)
- Catwoman (2004)
- Drawing Restraint 9 (2005)
- Piráti z Karibiku: Truhla mrtvého muže (2006)